# Тадич, Йорьо
Тадич, Йорьо (5 июня 1899 года, Стари-Град, Австро-Венгрия — 4 октября 1969 года, Белград, СФРЮ) — сербский историк, академик.

## Биография
Родился 5 июня 1899 года в Стари-Граде, в Хорватии.
Окончил начальную школу в своем родном городе и классическую гимназию в Задаре и Сплите. Изучал историю и философию в Загребе, Берлине, Лейпциге, Праге и Белграде. Некоторое время он был заместителем руководителя в Морской академии в Которе, а затем профессором и директором Морской и торговой школы в Дубровнике. Тадич был избран доцентом философского факультета в Загребе в 1935 году по современной истории. Из-за своей югославской ориентации у Тадича были различные проблемы в этой области, поэтому он хотел переехать в Белград. В 1938 году он стал старшим советником Министерства образования в Белграде. Он был избран доцентом философского факультета в Белграде в 1939 году.
С 1951 г. работал профессором философского факультета по предмету «Всеобщая история нового времени». Он также был членом-корреспондентом Сербской королевской академии с 1940 года и постоянным членом SANU с 1959 года. Секретарь Отделения общественных наук Академии наук с 1 марта 1963 г. по 6 апреля 1966 года; с 10 мая 1966 г. по 4 октября 1969 г. — член Президиума Академии наук Сербии с 15 апреля 1960 г. по 1 марта 1963 г .; с 24 апреля по 4 октября 1969 г. до самой смерти в 1970 г. — директор Исторического института в Белграде. Он также был членом-корреспондентом Загребского JAZU.

## Историографическая работа
Йорьо Тадич появился в научном сообществе после Первой мировой войны как историк. Его деятельность продолжалась в течение нескольких десятилетий и научный труд учёного состоит из большого количества работ по средневековой истории Дубровника и на различные темы из сербской и еврейской истории в период между XVI и XVIII веками. Хронологически его можно разделить на два периода: довоенный с 1925 по 1941 год и послевоенный с 1945 года до смерти в 1969 году. Напуганный преступлениями усташей и ролью Римско-католической церкви в независимом государстве Хорватия, Тадич, хотя и католик, старый поселенец из региона Пива в современной Черногории, в 1942 году вместе с Виктором Новаком принял крещение.

Балканы. 1800—2008

Из всех исследователей он предоставил больше всего данных и интерпретаций истории Дубровника, опубликованных Сербской литературной ассоциацией. На более позднем этапе своего творчества Тадич в основном обращался к темам из экономической истории и оставил изучение политической истории для собраний за границей, где выполнил десятки работ обзорного характера.
Благодаря Йорье Тадичу, который подружился с французским историком Фернаном Броделем. Французский учёный имел возможность ознакомиться с серией материалов в архивах Дубровника, которые вдохновили его начать писать о «длительности» в истории Средиземноморья в целом. Бродель был одним из лучших латинских палеографов своего времени. Его знание рукописей канцлеров и нотариусов Дубровника в средние века было исключительным.
Тадич систематически публиковал архивы Дубровника (Письма и инструкции Республики Дубровник I, Вклады в историю оздоровительной культуры Старого Дубровника (вместе с Ристо Еремич), Дубровницкие архивы Белграда и материалы о школе живописи в Дубровнике в XVIII—XVI веках в двух томах). Помимо исследований, тесно связанных с историей Дубровника, важна его работа по разъяснению экономического прошлого Сербии и балканских стран Средневековья. Основываясь на дубровницких архивах, он получил ряд числовых данных о сельскохозяйственном и горнодобывающем производстве в средневековой Сербии.
Изучая сербскую экономику и общество, Тадич показал, что в Сербии были развитые горнодобывающие предприятия. Он указал на развитие торгового класса в средневековой Сербии. Учёный также отметил важность сербского горнодобывающего производства для развития Республики Дубровник. Он также опубликовал работы о культуре Дубровника. Как историк культуры, Тадич уделял особое внимание биографиям и рассматривал произведения отдельных писателей и художников.
Особенно интересна работа Йорьо Тадича по изучению истории повседневной жизни в Республике Дубровник (итал. Repubblica di Ragusa), историю которой со всеми её особенностями он считал неотъемлемой частью сербской истории. Его последний текст, «Призраки, кружащие вокруг Югославии», опубликованный посмертно в 1971 году, предупреждал о растущем хорватском национализме и опасности распада Югославии.
Скончался Йорьо Тадич 4 октября 1969 года в Белграде.

## Научные труды
- Испания и Дубровник в 16 веке, Белград 1932 г .;
- Миха Пракатович — Прачат, Дубровник, 1933;
- Евреи в Дубровнике до середины 17 века, Сараево, 1937 г .;
- Пассажирские перевозки в старом Дубровнике, Дубровник 1939 г .;
- Организация морского дела Дубровника в 16 веке, Исторический журнал 1949 г .:
- Dubrovnik Portraits I, Белград, SKZ 1948.
- Тадич, Джорджо (1963). «Завещания Божидара Вуковича, сербского печатника XVI века». Труды философского факультета. Белый город. 7 (1): 337—360.
- Экономика Дубровника и сербской земли в первой половине 15 века, Труды философского факультета в Белграде, 1968 г.
- Круг призраков Югославии, Исторический журнал, Белград, 1971.